# گوگردزدایی گاز دودکش

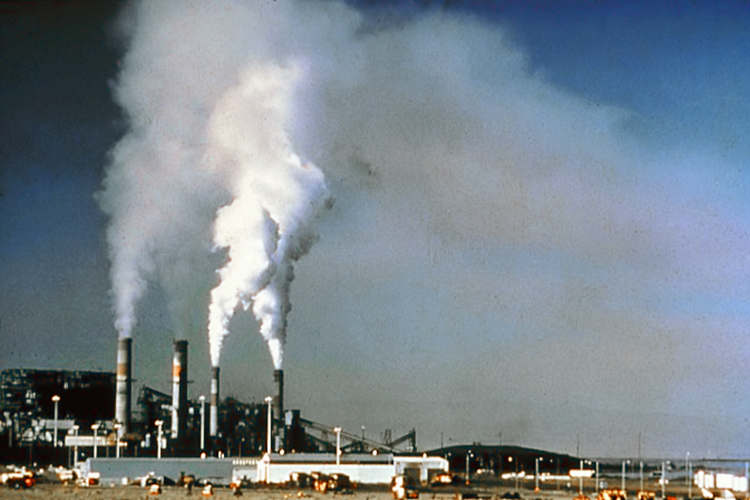
پیش از این‌که گوگردزدای دودکش‌ها نصب شود، گازهای گلخانه‌ای ناشی از این نیروگاه در نیومکزیکو حاوی مقدار قابل توجهی دی‌اکسید گوگرد بود.

گوگردزدایی از گاز دودکش‌ها (FGD) مجموعه‌ای از فناوری‌های مورد استفاده برای از بین بردن گوگرد دی‌اکسید (SO
2) از گازهای خروجی دودکش نیروگاه‌های سوخت فسیلی، و از فرایندهای انتشار دیگر اکسیدهای گوگرد (به عنوان مثال سوزاندن زباله) است.